# Roddy Piper
Roddy (Rowdy) Piper, pseudoniem van Roderick George Toombs (Saskatoon, 17 april 1954 – Hollywood, 31 juli 2015), was een Canadees filmacteur en halftijds professioneel worstelaar.

## Loopbaan
Piper stond in zijn worstelcarrière vooral bekend om zijn agressieve houding en worstelstijl, waarbij hij diskwalificaties niet schuwde en had wisselend succes. In 2005 werd hij opgenomen in de WWE Hall of Fame door Ric Flair.
Op WrestleMania 2 werd een bokswedstrijd georganiseerd tussen Piper en Mr. T. Mr. T won de wedstrijd op diskwalificatie. Piper had de profbokser Joe Frazier en de dwergworstelaar The Haiti Kid (Raymond Kessler) in zijn hoek en Mr. T. worstelaar 'Cowboy' Bob Orton en bokstrainer Lou Duva.
Piper overleed tijdens zijn slaap op 31 juli 2015 op 61-jarige leeftijd aan een hartaanval in zijn huis in Hollywood.

## In worstelen
- Finishers
  - Sleeper hold

- Signature moves
  - Belly to back suplex
  - Boston crab
  - Bulldog
  - Fist drop
  - Inverted atomic drop
  - Low blow
  - Poking or raking of the eyes
  - Piledriver
  - Running high knee strike

- Bijnamen
  - "Rowdy"
  - "The Rowdy One"
  - "Hot Rod"
  - "Hot Scot"

- Gemanagede Worstelaars
  - Sean O'Haire
  - Virgil
  - Paul Orndorff
  - Dr. D. David Schultz
  - Big John Studd

## Erelijst
- Cauliflower Alley Club
  - Reel Member Inductee (2001)

- Mid-Atlantic Championship Wrestling / World Championship Wrestling
  - NWA Mid-Atlantic Heavyweight Championship (3 keer)
  - NWA Mid-Atlantic Tag Team Championship (1 keer met Big John Studd)
  - NWA Television championship (2 keer)
  - NWA United States Heavyweight Championship (2 keer)
  - WCW United States Heavyweight Championship (1 keer)

- National Wrestling Alliance
  - NWA Americas Heavyweight Championship (1 keer)

- NWA All-Star Wrestling
  - NWA Canadian Tag Team Championship (1 keer met Rick Martel)

- NWA Hollywood Wrestling
  - NWA Americas Heavyweight Championship (4 keer)
  - NWA Americas Tag Team Championship (7 keer; 2x met Crusher Verdu, 1x met Adrian Adonis, 1x met Chavo Guerrero, 1x met Kengo Kimura, 1x met Ron Bass en 1x met The Hangman)
  - NWA World Light Heavyweight Championship (1 keer)

- NWA San Francisco
  - NWA United States Heavyweight Championship (1 keer)
  - NWA World Tag Team Championship (1 keer met Ed Wiskoski)

- Pacific Northwest Wrestling
  - NWA Pacific Northwest Heavyweight Championship (2 keer)
  - NWA Pacific Northwest Tag Team Championship (5 keer; 1x met Killer Tim Brooks, 3x met Rick Martel en 1x met Mike Popovich)

- Pro Wrestling Illustrated
  - PWI Most Inspirational Wrestler of the Year (1982)
  - PWI Most Hated Wrestler of the Year (1984 en 1985)
  - PWI Match of the Year (1985) met Paul Orndorff vs. Hulk Hogan & Mr. T in WrestleMania I
  - PWI Most Popular Wrestler of the Year (1986)

- Professional Wrestling Hall of Fame and Museum
  - Class of 2007[3]

- World Class Championship Wrestling
  - NWA American Tag Team Championship (1 keer met Bulldog Brower)

- World Wrestling Federation / World Wrestling Entertainment
  - WWF Intercontinental Championship (1 keer)
  - WWE World Tag Team Championship (1 keer met Ric Flair)
  - Slammy Award
    - Best Personality in Land of a Thousand Dances (1986)

  - WWE Hall of Fame (Class of 2005)

- Wrestling Observer Newsletter awards
  - Best Interviews (1981) tied met Lou Albano
  - Best Interviews (1982, 1983)
  - Best Heel (1984, 1985)
  - Wrestling Observer Newsletter Hall of Fame (Class of 1996)
  - Worst Worked Match of the Year (1997) vs. Hulk Hogan in SuperBrawl
  - Worst Worked Match of the Year (1986) vs. Mr. T in een boxing match in WrestleMania

## Filmografie
| - Fancypants (2009) - Gothic Tale (2009) - Bloodstained Memoirs (2008) - Super Sweet 16: The Movie (2007) - Ghosts of Goldfield (2007) - Honor (2006) - Blind Eye (2006) - Night Traveler (voice) (2006) - Three Wise Guys (2005) - Cyber Meltdown (2005) - Code Black (2005) - Shut Up and Shoot! (2005) - Jack of Hearts (2000) - Legless Larry and the Lipstick Lady (1999) - Shepherd (1999) | - Hard Time (1998) - The Bad Pack (1998) - Last to Surrender (1998) - Dead Tides (1997) - First Encounter (1997) - Sci-Fighters (1996) - Jungleground (1995) - Marked Man (1995) - Terminal Rush (1995) - Tough and Deadly (1995) - Back in Action (1994) - Immortal Combat (1994) - No Contest (1994) - Highlander: The Series "Epitaph for Tommy" (1993) - Tag Team (1991) | - Zorro (New World Zorro): The Man Who Cried Wolf (1991) Season 3, Aflevering 4 - The Love Boat: A Valentine Voyage (1990) - Zorro (New World Zorro): Broken Heart, Broken Mask (1990) Season 2, Aflevering 9 - Buy and Cell (1989) - They Live (1988) - The Highwayman (1987) - Hell Comes to Frogtown (1987) - Body Slam (1987) - The One and Only (1978) |